# Пасквал Мокумби
Пасквал Мануел Мокумби (порт. Pascoal Manuel Mocumbi; Инхамбане, 10. април 1941 — 25. март 2023) био је мозамбички политичар и некадашњи Премијера ове афричке земље (1994−2004). Члан је и један од оснивача Фронта за ослобођење Мозамбика (ФРЕЛИМО), револуционарне организације која се борила за независност Мозамбика од Португала, данас најјаче политичке партије у земљи. По занимању је лекар специјалиста гинекологије, а студије медицине окончао је на Универзитету у Лозани. 
Године 1980. постављен је на функцију Министра здравља, а потом 1987. године преузима дужност Министра иностраних послова у Влади Марија Машунга. 